# SkyToll
Společnost SkyToll je provozovatelem elektronického systému výběru mýta na Slovensku. SkyToll založili členové konsorcia Ibertax – SanToll poté, co konsorcium vyhrálo miliardový tendr na dodávku a provoz mýtného systému na Slovensku. Vlastníkem společnosti SanToll je francouzská firma Sanef, která v Evropě provozuje více než 1700 kilometrů zpoplatněných cest. Technologickým partnerem projektu byla německá firma Siemens, která dodávala například satelitní palubní jednotky. Ty mají zabezpečit sledování polohy vozidla a automaticky zaznamenávat počet mýtných transakcí na zpoplatněných úsecích. Postupně byl okruh technologických partnerů rozšířen. Od roku 2016 je společnost SkyToll provozovatelem elektronického systému výběru a evidence úhrady dálničních známek za užívání vymezených úseků dálnic a rychlostních silnic v SR. Elektronizace systému výběru a úhrad dálničních známek znamenala nahrazení papírových dálničních nálepek elektronickými dálničními známkami.
Jako sesterská společnost SkyToll byla v srpnu 2014 Praze založena společnost SkyToll CZ která společně s firmou CzechToll v roce 2018 vyhrála tendr na provozovatele systému elektronického mýta v České republice. Konsorcium společností SkyToll CZ a CzechToll by se tak mělo od roku 2020 stát provozovatelem systému elektronického mýta a nahradit tak Rakouskou společnost Kapsch provozující systém do konce roku 2019.

## Vedení společnosti
Předsedou představenstva a generálním ředitelem společnosti SkyToll je od prosince 2008 Matej Okáli. Zástupcem generálního ředitele a provozním ředitelem společnosti je Karol Morár. Společnost SkyToll provozuje také specializovaný informační portál o mýtu emyto.sk. Ten je určený hlavně dopravcům, na které se vztahuje placení mýtného. Na portále naleznou nejen aktualizované praktické informace o mýtné povinnosti, ale také vzory elektronických formulářů a smluv a výpisy svých faktur a mýtných transakcí.

## Vlastnictví
100% akcionářem firmy SkyToll je společnost Ibertax se sídlem v Bratislavě. Konečným užívatelem výhod společnosti SkyToll, tak jak to definuje slovenský zákon, je český podnikatel Petr Syrovátko. Ve firmě SkyToll CZ působí jako jediný společník dceřiná společnost JT Banky, firma JT IB and Capital Markets.

## Mýtný systém na Slovensku
Ve Slovenské republice bylo elektronické mýtné pro vozidla s celkovou hmotností nad 3,5 tuny zavedeno od 1. ledna 2010. Slovenská republika má dnes zbudovaný mýtný systém na 17 611 km dálnic a silnic, z nichž ale většina je zpoplatněna nulovým tarifem, kde se nevybírá mýtné, ale pouze se sleduje, kudy vozidla jezdí. Na počátku roku 2014 tak bylo na Slovensku zpoplatněno 2 681 km dálnic a silnic, z toho silnice první třídy tvořily 73 % zpoplatněné sítě. Bylo plánováno rozšířit mýto ještě na 980 km obchvatů a průjezdů městy, po protestech autodopravců se od toho ale odstoupilo. Vlastníkem mýtného systému je Slovenská republika, systém pro stát spravuje Národná diaľničná spoločnosť (NDS), jeho provozovatelem pak firma SkyToll.

## Tendr na mýtné
Do tendru na vybudování a provoz mýtného systému, vypsaného v září 2007, který trval více než rok, se původně přihlásilo osm konsorcií. V soutěži později pokračovala jen polovina z nich - konsorcium Slovakpass s cenou 663,9 mil. eur, slovensko-švýcarské sdružení ToSy.sk s cenou 651,3 mil. eur, konsorcium Kapsch s cenou 749,36 6mil. eur a konsorcium SanToll – Ibertax s cenou 852,1 mil. eur. Nakonec byla vybrána nejdražší nabídka konsorcia San Toll - Ibertax, jelikož všichni ostatní uchazeči byli z tendru z různých důvodů vyloučeni. Všechny žaloby, které neúspěšní uchazeči vznesli, byly postupně slovenskými i mezinárodními soudy rozhodnuty ve prospěch Slovenské republiky, čímž bylo potvrzeno, že vyloučení uchazečů bylo v souladu se slovenskými zákony i s legislativou Evropské unie.
Na rozdíl od mikrovlnného systému, který např. v ČR nyní[kdy?] provozuje společnost Kapsch, SkyToll využívá na Slovensku od roku 2010 satelity a mobilní sítě.